# Filippo Pelati
Filippo Pelati (Ferrara, 22 marzo 2007) è un sincronetto italiano.

## Biografia
Filippo Pelati ha iniziato a praticare il nuoto artistico all'età di otto anni nel Centro Nuoto Copparo. Ha frequentato il liceo scientifico.
Dal 2021, anno in cui si è trasferito a Bologna, è seguito dalle allenatrici Beatrice Casalini e Silvia Costa, nonché dalla direttrice tecnica della nazionale italiana, Patrizia Giallombardo. Gareggia per la UISP Bologna e per le Fiamme Oro. È considerato l'erede di Giorgio Minisini, pioniere italiano del nuoto artistico maschile.
Si è messo in mostra a livello giovanile ai mondiali giovanili di Atene 2023, vicendo un oro nel solo libero, e a quelli di Lima 2024, in cui ha guadagnato il bronzo nel duo misto tecnico.
Agli europei di Belgrado 2024 ha vinto l'argento nel duo misto libero e nel duo misto tecnico.
Agli europei di nuoto artistico di Funchal 2025 ha ottenuto argento nel solo tecnico, nel solo libero e nel duo misto libero, bronzo nel duo misto tecnico.
A diciotto anni ha debuttato ai Mondiali di Singapore 2025, dove ha ottenuto la medaglia di bronzo nel solo libero, esibendosi sulle note de L'uccello di fuoco di Igor' Stravinskij, con coreografia firmata da Anastasia Ermakova. Nella stessa edizione ha conquistato anche il bronzo nel duo misto tecnico insieme a Lucrezia Ruggiero.

## Palmarès
- Mondiali

Singapore 2025: bronzo nel solo libero e nel duo misto tecnico
- Europei

Belgrado 2024: argento nel duo misto libero e nel duo misto tecnico
Funchal 2025: argento nel solo tecnico, nel solo libero e nel duo misto libero, bronzo nel duo misto tecnico
- Mondiali giovanili:

Atene 2023: oro nel solo libero
Lima 2024: bronzo nel duo misto tecnico.
- Europei juniores:

Funchal 2023: oro nel solo libero

### Coppa del Mondo
- 14 podi:
  - 3 vittorie (2 nella gara individuale e 1 nel duo)
  - 4 secondi posti (2 nel duo e 2 nella gara individuale)
  - 7 terzi posti (4 nel duo e 3 nella gara individuale)

#### Coppa del mondo - vittorie
| Data          | Luogo   | Paese  | Disciplina    |
| ------------- | ------- | ------ | ------------- |
| 3 giugno 2023 | Oviedo  | Spagna | Solo libero   |
| 6 aprile 2024 | Pechino | Cina   | Solo libero   |
| 7 aprile 2024 | Pechino | Cina   | Duo libero Mx |